# Cégep de Valleyfield
Le Cégep de Valleyfield est un collège d'enseignement général et professionnel situé à Salaberry-de-Valleyfield au Québec. Il compte 2 300 étudiants.
En plus de celui de Salaberry-de-Valleyfield, il possède 2 autres campus, situés à Saint-Constant et à Vaudreuil-Dorion.

## Histoire
En 1892, le maire de Salaberry-de-Valleyfield, John H. Sullivan, entame les démarches avec ses conseillers et l'évêque de Valleyfield, Mgr Joseph-Médard Émard, pour fonder un collège classique. En 1895, on érige un bâtiment situé sur le site de l'actuel pavillon Émilie-Gamelin de l'Hôpital du Suroît où l'on donne des cours à 27 étudiants. Ce bâtiment a par la suite servi de premier hôpital jusqu'à la construction du pavillon mentionné plus haut de l'hôpital du Suroît en 1933. Il a alors été transporté à l'intersection des rues Isabella et Salaberry, où il se trouve toujours et sert d'édifice à logements. 

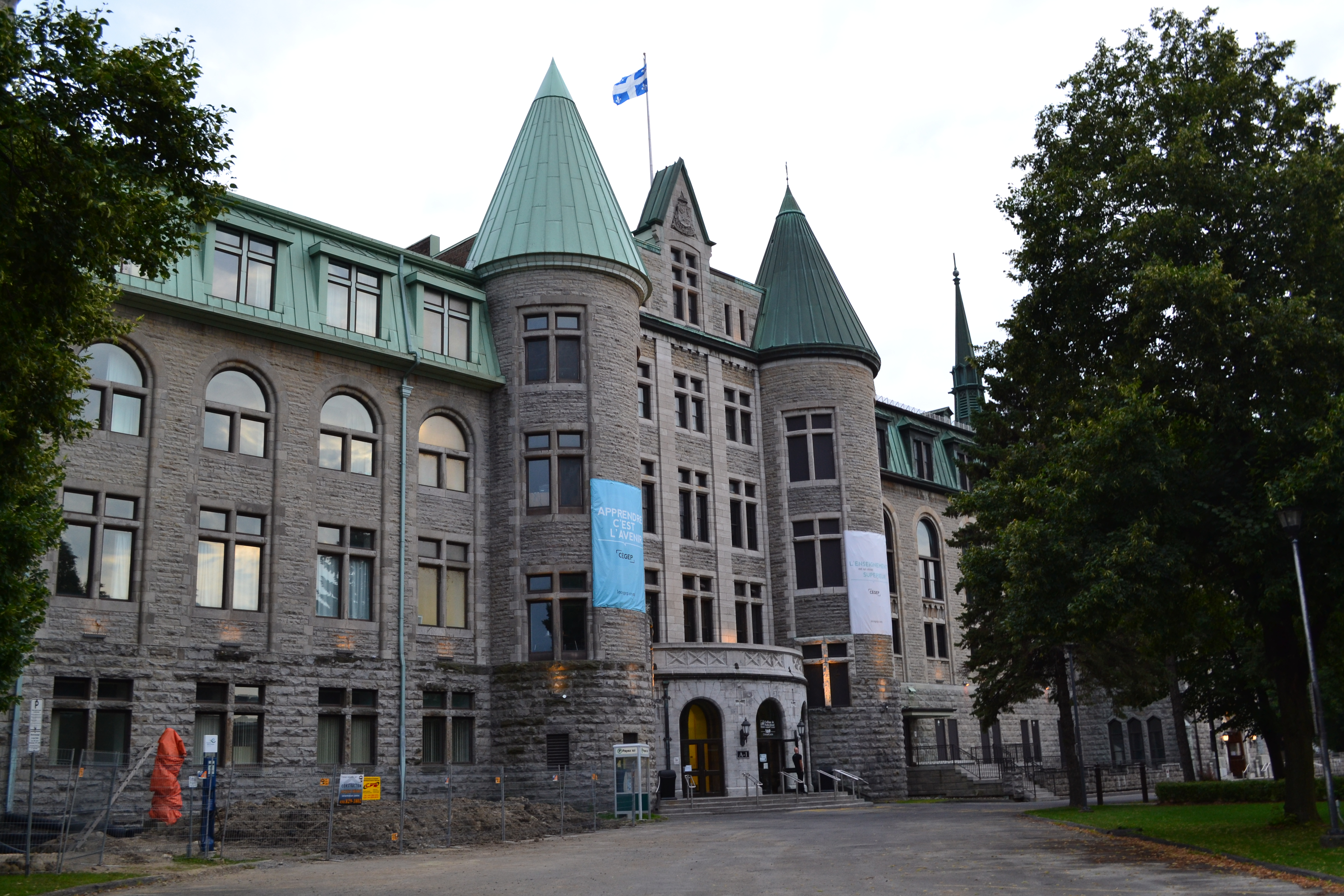
Cégep de Valleyfield

Cet édifice a servi de collège jusqu'à la construction du bâtiment collégial toujours utilisé aujourd'hui. Le 5 septembre 1896, le nouveau bâtiment du Collège de Valleyfield ouvre ses portes. En 1925, à cause d'une loi, le Collège de Valleyfield devient le séminaire de Valleyfield ou le « séminaire Saint-Thomas d'Aquin ». Il reprend son nom de Collège de Valleyfield lorsqu'il devient public en août 1967.  Il fait partie des douze cégeps fondateurs du réseau public d’enseignement collégial au Québec,.
En 2021, on adopte le nom de Cégep de Valleyfield dans le cadre de sa nouvelle identité visuelle.

## Programmes et services

### DEC - Programmes pré-universitaires[5]
- Sciences nature - Sciences pures ou Sciences de la santé
- Sciences humaines - Individu, Société, Monde, Administration
- Arts, lettres et communication
- Arts visuels
- Arts visuels et Sciences de la nature (double DEC)
- Intelligence humaine et artificielle (Baccalauréat International)

### DEC - Programmes techniques[6]
- 141.A0 	 Techniques d’inhalothérapie
- 180.A0 	 Soins infirmiers
- 210.AB 	 Techniques de laboratoire, chimie analytique - ATE
- 221.B0 	 Techniques du génie civil – régulier ou ATE
- 241.AB 	 Techniques de génie mécanique – régulier ou ATE
- 243.C0 	 Technologie de l’électronique industrielle – régulier ou ATE
- 310 C0 	 Technique judiciaire
- 322.A0 	 Techniques d’éducation à l’enfance - régulier ou ATE
- 351.A0 	 Techniques d’éducation spécialisée
- 410.B0 	 Techniques de comptabilité et de gestion – régulier ou ATE
- 410.D0 	 Gestion de commerces – régulier ou ATE
- 430.B0 	 Gestion d'un établissement de restauration – régulier ou ATE
- 412.AA 	 Techniques de bureautique – régulier ou ATE
- 420.AA 	 Techniques de l’informatique – régulier ou ATE

Certains programmes dont les techniques d'éducation à l'enfance se font en mode apprentissage en milieu de travail, en collaboration avec six centres de la petite enfance de la région.
Le Cégep de Valleyfield offre aussi des programmes de « Sport intense et d’ Arts intenses intégrés aux études ». Ainsi, les étudiants ont la possibilité de participer à des activités extra-scolaires comme le football, le soccer, le volley-ball, le cheerleading, la danse, l'improvisation et le théâtre en ayant un horaire de cours adapté à leur activité. 
Le Cégep offre également des cours à Vaudreuil-Dorion et à Châteauguay.

## Services connexes
De plus, la bibliothèque du Cégep constitue l'un des deux établissements de la bibliothèque municipale Armand-Frappier de la ville de Salaberry-de-Valleyfield, l'autre étant la bibliothèque de Saint-Timothée,.
Le Cégep de Valleyfield compte une salle de spectacle, la salle Albert Dumouchel, dirigée par l'organisme Valspec, où des dizaines de spectacles professionnels et amateurs sont donnés par année, ainsi que pour son ancienne chapelle qu'on appelle aujourd'hui le café Chez Rose où se tient plusieurs événements ; gala, conférences, spectacles, etc.

## Intercollégial de philosophie
L'intercollégial de philosophie est une activité parascolaire organisée chaque année par le Cégep de Valleyfield, en collaboration avec le Réseau des activités socioculturelles du Québec (RIASQ). L'Intercollégial a pour fonction de réunir, le temps d'une fin de semaine, et dans un cadre amical, des étudiants et étudiantes de toute la province autour d'un thème variant chaque année. Des conférences organisées sur ce thème sont données par des penseurs québécois, et des ateliers et des débats philosophiques sont proposés aux étudiant.es qui participent à ces journées.
La 16è édition de l'Intercollégial s'est tenue au Cégep de Valleyfield du 17 au 19 mars 2023. Cette édition 2023 avait pour thème : "La Terre". 
La 17e édition de l'Intercollégial de philosophie se tiendra au Cégep de Valleyfield du 5 au 7 avril 2024. Le thème de cette édition 2024 est "L'Autre". En 2024, le conférencier invité est Aly Ndiaye. 

## Organisation
Le directeur général de l'établissement est M. Marc Rémillard et la directrice des Études est Mme Francine Bélair.
Le Cégep de Valleyfield est dirigé par un conseil d’administration présidé par M. Éric Besner.

## Personnalités

### Enseignants
- Lionel Groulx - Historien, écrivain, conférencier et chanoine
- Albert Dumouchel - Peintre et graveur
- Reynald Piché - Peintre et sculpteur

### Élèves
- Armand Frappier - Médecin, microbiologiste, professeur et chercheur
- Jules Léger - Diplomate et Gouverneur général du Canada
- Pierre Dionne - Architecte
- Paul Dufresne - Ingénieur, président de la Dufresne Engineering Company Limited
- Jean-Paul Daoust - Poète et essayiste
- Jean Wilkins, Fondateur de la section de médecine de l'adolescence au CHU Sainte-Justine et professeur titulaire de pédiatrie à la Faculté de médecine de l'Université de Montréal